# Edict van Saint-Germain (1562)

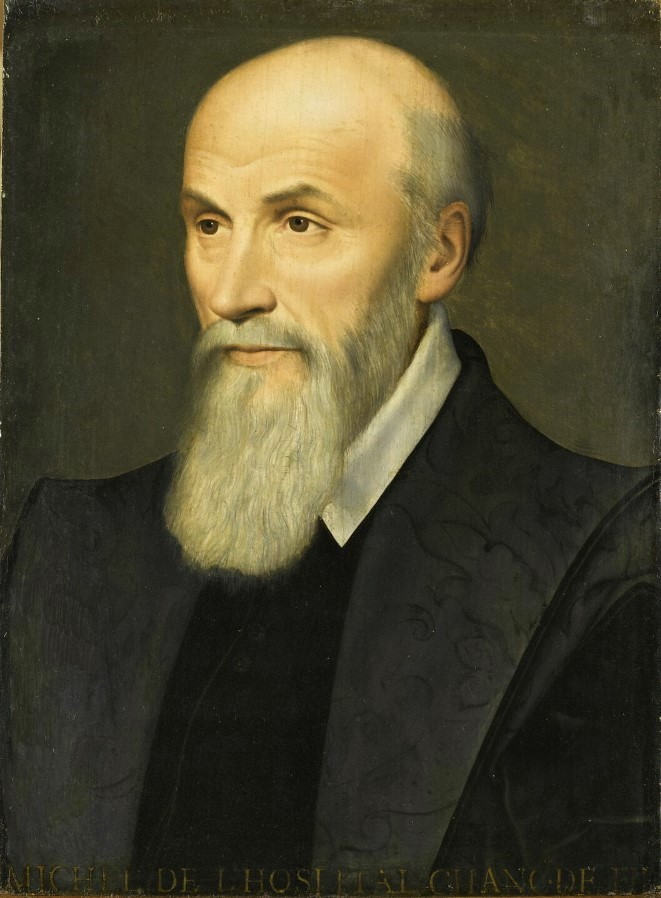
Michel de l l’Hôpital

Het Edict van Saint-Germain was een edict van tolerantie, opgesteld door Michel de l’Hôpital en uitgevaardigd door Catharina de' Medici op 17 januari 1562, dat een beperkte tolerantie van het protestantisme (hugenoten) binnen Frankrijk toeliet.
De Rooms-Katholieke Kerk bleef een geprivilegieerde positie binnen Frankrijk houden, maar door het Edict werd het voor protestanten toegestaan erediensten te houden buiten de stadsmuren, omdat het houden ervan binnen de stad  voor oproer zou kunnen zorgen. Verder werd de samenstelling van kerkraden en andere bijeenkomsten toegelaten.  
De opstelling van het Edict was enerzijds bedoeld om de spanningen inzake de godsdienstkwestie binnen Frankrijk te laten afnemen, anderzijds om tegenwicht te bieden aan de katholieke factie onder leiding van hertog Frans van Guise, die Catharina als een gevaar zag voor haar nog minderjarige zoon, Karel IX van Frankrijk. Het Edict is er gekomen na het mislukte Overleg van Poissy, enkele maanden tevoren, tussen protestanten en katholieken.
Het verdrag was een kort leven beschoren, doordat op 1 maart het Bloedbad van Wassy plaatsvond, waarbij tientallen protestanten het leven lieten. Dit bloedbad zou de inleiding vormen voor de eerste oorlog tijdens de Hugenotenoorlogen.